# 日本藥科大學
日本藥科大學（日语：／）是位於日本埼玉縣北足立郡伊奈町的私立大學，成立於2004年。

## 历史
是都築總和學院即第一藥科大學建立以來創立第二所藥科大學。2005年（平成17年）與中国醫藥大學成為姊妹校。
其下只有一個藥學部，分薬學科（定員260名）和醫療實業藥科學科（定員90名）。

## 外部連結
- 日本薬科大學 （页面存档备份，存于）
- 都築學園グループ （页面存档备份，存于）